# Зембовиці (гміна)
Гміна Зембовіце (пол. Gmina Zębowice) — сільська гміна у південно-західній Польщі. Належить до Олеського повіту Опольського воєводства.
Станом на 31 грудня 2011 у гміні проживало 3813 осіб.

## Площа
Згідно з даними за 2007 рік площа гміни становила 95.81 км², у тому числі:
- орні землі: 34.00%
- ліси: 62.00%

Таким чином, площа гміни становить 9.84% площі повіту.

## Населення
Станом на 31 грудня 2011:
| Опис     | Загалом | Загалом | Чоловіки | Чоловіки | Жінки | Жінки |
| -------- | ------- | ------- | -------- | -------- | ----- | ----- |
| одиниця  | осіб    | %       | осіб     | %        | осіб  | %     |
| все      | 3813    | 100     | 1915     | 50.22    | 1898  | 49.78 |
| міське   | 0       | 100     | 0        |          | 0     |       |
| сільське | 3813    | 100     | 1915     | 50.22    | 1898  | 49.78 |

## Сусідні гміни
Гміна Зембовіце межує з такими гмінами: Добродзень, Лясовіце-Вельке, Озімек, Олесно, Турава.